# Bárbara (película boliviana de 2017)
Bárbara es una película de Bolivia filmada en Santa Cruz de la Sierra dirigida por Pedro Antonio Gutiérrez. Se estrenó el 5 de octubre de 2017 y tuvo como actores principales a Alexia Dabdoub, Jorge Arturo Lora, Lorena Sugier y Gerónimo Mamani. Se desenvuelve en la ciudad de Santa Cruz, en un contexto de los barrios de las afueras de la ciudad, y narra la lucha de una joven, Bárbara, quien está de paso en su casa, antes de partir nuevamente fuera de su país.

## Sinopsis
Bárbara acaba de retornar de Chile a donde fue a trabajar. Su familia piensa que regresa al hogar, pero su intención es despedirse y tramitar su visa a España, donde fue aceptada para un trabajo. Sin embargo, un grave accidente que involucra a su familia hace que tenga que modificar sus planes y enfrentar circunstancias y personas que pretendía dejar atrás.

## Reparto
- Alexia Dabdoub ... Bárbara
- Jorge Arturo Lora ... Charlie
- Lorena Sugier ... Irma
- Arturo Lora ... Carmelo
- Gerónimo Mamani ... Concejal
- Vivían Justiniano ... Dorita
- Jorge Gutiérrez ... Manuel

## Premios y nominaciones
- Miami independent Film Festival MINDIE - Miami, USA - 2018. Ganador.[5][6][7]
- Premios Platino como mejor Ópera Prima, preseleccionado.[8]
- Festival Internacional Cine de América - Pachuca Hidalgo, México - 2018, selección oficial.[9]
- Madrid Independent Film Festival - Madrid, España - julio de 2018 - Nominada a Mejor Guion y Mejor Actriz[10]
- Festival Int. de Cine Calzada de Calatrava - Calzada Calatrava, España - julio de 2018, selección oficial.[11]
- Premios Latino del Cine y la Música - Marbella, España, selección oficial.[12]
- Festival Internacional de Cine Sol de los Pastos, Colombia, selección oficial.[13]
- Festival Internacional de Cine de Santa Cruz, FENAVID, Bolivia, selección oficial.[14]
- Festival Internacional de Cine de Córdova, Argentina, selección oficial.
- Festival internacional de cine de derechos humanos, Bolivia – febrero de 2018, selección oficial

## Recepción
En el portal de internet IMDb tiene una puntuación de 6,6/10 basada en 9 votos de usuarios.